# Ian Armit (Musiker)
Ian Armit (* 11. April 1929 in Fife (Schottland); † 18. Februar 1992 in Zürich) war ein britischer Blues- und Jazzpianist.
Armit spielte 1957 in der Band von Sandy Brown; im selben Jahr veröffentlichte er auf Decca Records die Solo-EP Jazz Club Piano. Ende der 1950er Jahre gehörte er der Band von Humphrey Lyttelton an und wirkte außerdem bei Aufnahmen von Al Fairweather, Cy Laurie und Wally Fawkes mit.
In den 1960er Jahren arbeitete Armit in der britischen Bluesszene u. a. mit Alexis Korners Blues Incorporated, mit Rod Stewart und mit dem Sänger Long John Baldry, mit dem er 1971 auf eine Tournee in die Vereinigten Staaten ging. Als Sessionmusiker arbeitete er in den 1970er Jahren außerdem mit Sandy Denny (Like an Old Fashioned Waltz). Mit Trompeter Bob Wallis ging er auf Europatournee. Dann siedelte er in die Schweiz über, wo er nicht nur ein eigenes Quartett leitete, sondern auch mit der Old Rivertown Jazzband seinen Ian's Boogie Woogie aufnahm und mit der Piccadilly Six, den Harlem Rambler und lokalen Bluesbands auftrat.

## Diskographische Hinweise
- The Best of British Jazz from the BBC Jazz Club Vol. 8 (1954–57)
- Jimmy Rushing with Humphrey Lyttelton & His Band Night in Oxford Street (1957)
- Various Artists The First Rhythm & Blues Festival in England. Rock Generation Vol. 5 (1964)
- Bob Wallis & The Storyville Jazzmen Live In Leipzig (1976)
- John Baldry: Boogie Woogie: The Warner Bros Recordings (Rhino Handmade, ed. 2005)